# Evita Willaert
Evita Willaert (Gent, 11 oktober 1981) is een Belgisch politica voor Groen.

## Levensloop
Evita Willaert is geboren in Gent en getogen in Aalter. Ze werd in 2003 licentiaat Afrikaanse talen en culturen aan de Universiteit Gent en behaalde een postgraduaat taalwetenschappen. Vijf jaar lang was Willaert leerkracht in het beroepsonderwijs. Van 2008 tot 2011 was ze pedagogisch begeleider bij de Pedagogische Begeleidingsdienst Gent. Van januari 2012 tot juni 2014 was ze doctoraal onderzoeker aan de Universiteit Gent, waar ze onderzoek deed naar meertaligheid in het onderwijs.
In juli 2011 werd Willaert door Groen! aangeduid als OCMW-raadslid in Gent. In de gemeenteraadsverkiezingen van 2012 kwam Willaert voor Groen op. Ze geraakte als vijfde van haar partij rechtstreeks verkozen in Gent, maar besloot om niet te zetelen en in de plaats daarvan naar de OCMW-raad te trekken, waar ze bleef zetelen tot in 2018. Daar werd ze in 2013 eerste plaatsvervangend voorzitter en fractieleidster van haar partij. In oktober 2018 werd Willaert opnieuw verkozen in de Gentse gemeenteraad, waar ze dit keer wel ging zetelen.
Ze werd bij de federale verkiezingen op 25 mei 2014 verkozen in de Kamer van volksvertegenwoordigers. Als tweede op de lijst haalde ze een tweede Kamerzetel binnen voor Groen in de provincie Oost-Vlaanderen. Als parlementslid hield ze zich bezig met werkbaar werk, loopbanen, armoedebestrijding, gelijke kansen, discriminatie, pensioenen en sociale zaken. Bij de Kamerverkiezingen van mei 2019 werd ze herkozen.
In mei 2022 werd Willaert aangesteld tot schepen van Gent, bevoegd voor Onderwijs, Opvoeding, Gezinsbeleid en Outreachend Werk. In deze functie volgde ze Elke Decruynaere op, die om persoonlijke redenen de politiek heeft verlaten. Hierdoor nam ze ontslag uit de Kamer, daar de statuten van Groen het cumuleren van een parlementair mandaat met een uitvoerend ambt in steden en gemeenten verbieden.
Na de gemeenteraadsverkiezingen van oktober 2024 werd Willaert in het nieuw samengestelde stadsbestuur opnieuw voorgedragen als schepen. Ze behield de bevoegdheden die ze eerder uitoefende, al kreeg ze er wel de bevoegdheid Jeugd bij.
Evita Willaert woont in Ledeberg.

## Uitslagen verkiezingen
| Verkiezing                      | Kieskring       | Datum           | Lijst      | Plaats op lijst | Voorkeursstemmen | Uitslag       | Partijuitslag binnen kieskring |
| ------------------------------- | --------------- | --------------- | ---------- | --------------- | ---------------- | ------------- | ------------------------------ |
| Gemeenteraadsverkiezing         | Gent            | 14 oktober 2012 | sp.a-Groen | 14e plaats      | 2.633            | 11e titularis | 45,5 %                         |
| Federale parlementsverkiezingen | Oost-Vlaanderen | 25 mei 2014     | Groen      | 2e plaats       | 9.628            | 2e titularis  | 9,15 %                         |
| Gemeenteraadsverkiezing         | Gent            | 14 oktober 2018 | sp.a-Groen | 52e plaats      | 3.555            | 12e titularis | 33,5 %                         |
| Federale parlementsverkiezingen | Oost-Vlaanderen | 26 mei 2019     | Groen      | 2e plaats       | 11.784           | 2e titularis  | 10,32 %                        |
| Gemeenteraadsverkiezing         | Gent            | 13 oktober 2024 | Groen      | 4e plaats       | 6.519            | 3e titularis  | 24,6 %                         |